# Hundhaj
Hundhaj (Mustelus canis) är en liten haj vanligen på en meter, men exemplar på 1,5 meter och 12,2 kilogram har fångats. Ovansidan är grå, medan buken är vit.

## Vanor

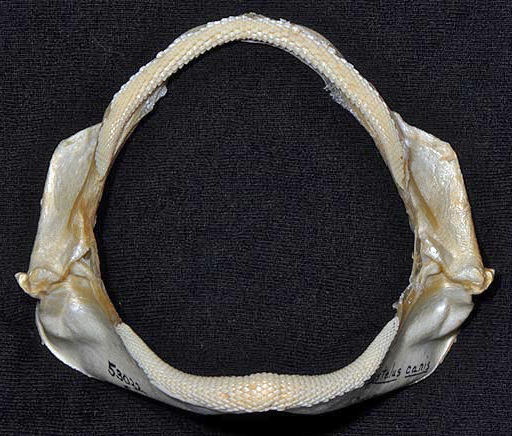
Käkarna hos en hundhaj.

Födan utgörs av stora kräftdjur, främst krabbor. Arten har därför specialiserade, platta tänder som bildar en "tandmatta" avsedd att krossa födan. Hundhajen lever vanligtvis nära botten på något 10-tal meters djup, men kan gå ner så djupt som 360 meter.

## Utbredning
Arten finns i västra Atlanten från USA:s kust, över Karibien till norra Argentina.

## Kommersiell användning
Fisken fiskas som människoföda, och är även föremål för sportfiske.